# Computers and Blues
Computers and Blues er The Streets ' femte album som er udgivet 7 februar 2011 i Storbritannien. Pladen er The Streets sidste udgivelse, da Mike Skinner umiddelbart efter udgivelsen lukkede bandet for at hellige sig sit arbejde med sit pladeselskab. 
Pladen er lavet i samarbejde med andre engelske musikere, bl.a. Clare Maguire. Mike Skinner arbejdede tæt sammen med Rob Harvey fra et andet engelsk band ved navn "The Music" i forbindelse med Computers and Blues og Rob Harvey byder også ind med vokaler på adskillige af sangene.

## Trackliste
Listen af sangene på pladen blev frigivet af Mike Skinner selv i november i 2010. Der er 14 numre på pladen:
| #   | Titel                                                                 | Længde |
| --- | --------------------------------------------------------------------- | ------ |
| 1.  | "Outside Inside"                                                      | 3:02   |
| 2.  | "Going Through Hell" (medvirken fra Robert Harvey fra The Music)      | 3:08   |
| 3.  | "Roof of Your Car"                                                    | 3:12   |
| 4.  | "Puzzled By People"                                                   | 3:08   |
| 5.  | "Without Thinking" (medvirken fra Sharlene Hector)                    | 3:18   |
| 6.  | "Blip on a Screen"                                                    | 3:34   |
| 7.  | "Those That Don't Know"                                               | 2:54   |
| 8.  | "Soldiers" (medvirken fra Robert Harvey fra The Music)                | 3:37   |
| 9.  | "We Can Never Be Friends" (medvirken fra Robert Harvey fra The Music) | 3:37   |
| 10. | "ABC"                                                                 | 1:12   |
| 11. | "OMG" (medvirken fra Laura Vane fra "Laura Vane and The Vipertones")  | 3:27   |
| 12. | "Trying to Kill M.E." (medvirken fra Laura Vane)                      | 3:58   |
| 13. | "Trust Me"                                                            | 2:16   |
| 14. | "Lock the Locks" (medvirken fra Clare Maguire)                        | 3:08   |

## Fodnoter
1. ↑  The Streets announce 'Computers And Blues' album tracklisting | News | NME.COM